# Le Tournoi des as
Pour les articles homonymes, voir Tournoi des As.
Le Tournoi des as est une émission de télévision française de poker diffusé sur Paris Première et présentée par Estelle Denis. Réunissant des personnalités de la télévision, du cinéma ou de la chanson passionnés de poker, mais aussi des joueurs professionnels, ce tournoi télévisé se tient au café Carmen, un hôtel particulier du quartier de Pigalle à Paris. Il se déroule en plusieurs manches pour sélectionner les participants de la finale.
Le vainqueur de l'édition du Tournoi des as 2006 fut Michel Abécassis, qui affronta en fin de partie finale le champion de poker français Jan Boubli.

## Première édition
Elle a lieu en 2005 et est présentée par Bruno Fitoussi et Bruno Solo.
Table finale :
- Bruno Solo
- Enrico Macias
- Olivier Sitruk
- Stomy Bugsy
- Atmen Kelif
- Isabelle Mercier
Vainqueur : Enrico Macias

## Seconde édition
Diffusée en 2006 et présentée par Bruno Fitoussi et Bruno Solo.
Table finale :
- Adam Lounis
- Almira Skripchenko
- Michel Abécassis
- Sunar Surinder
- Alexia Portal
- Enrico Macias
Vainqueur : Michel Abécassis

## 3eédition
Diffusée fin 2006 et présentée par Nicolas Castro et Jeremy Masque.
Table finale :
- Bruno Salomone
- Laurent Baffie
- Omar
- Jan Boubli
- Virginie Efira
- Michel Abécassis
Vainqueur : Michel Abécassis

## 4eédition
Débute en novembre 2007 et est présentée par Nicolas Castro et Jeremy Masque.
Table finale :
- Pierre Mathieu
- Bruno Solo
- Titoff
- Élie Chouraqui
- Salomé Lelouch
Vainqueur : Élie Chouraqui